# Druppellader

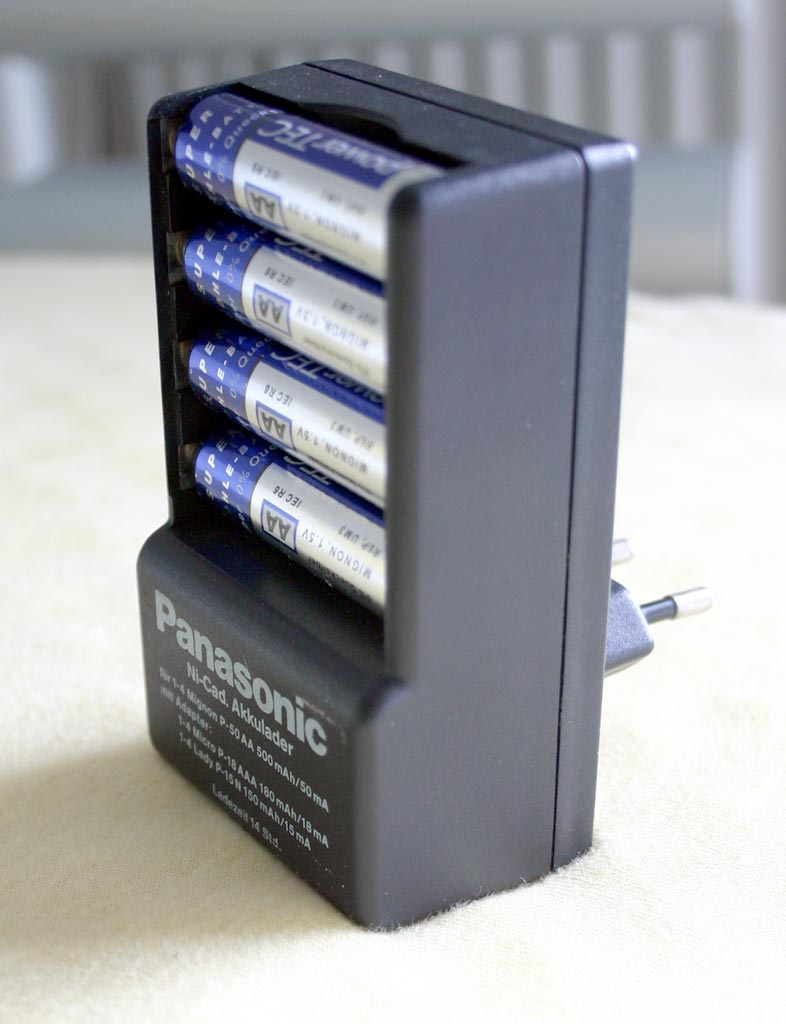
Een batterijlader.

Een druppellader is een batterijlader, die een accu oplaadt tot een vooraf ingesteld punt en vaak met 1/10 van de accucapaciteit per uur.
De lader doet er met andere woorden 10 uur over om de batterij op te laden. Een batterij met een capaciteit van 1500 mAh wordt gedurende 10 uur geladen met een stroom van 150 milliampère en is dan voor 100% geladen. De druppellader meet het punt waar de laadcurve een knikje naar beneden maakt en schakelt dan over naar een lagere laadspanning die voldoende is om zelfontlading tegen te gaan.
Er wordt van uitgegaan dat een 1,5 volt batterij bij 1 volt leeg is. Bij 1,46 tot 1,50 is deze cel vol. Bij een accupack van 8 batterijen, als de elektronica is ingesteld op 8 cellen, zou bij 8 volt het laden weer moeten starten. Helaas ontstaan er na diverse keren laden en ontladen onderlinge verschillen tussen de batterijen. Een batterij kan al ver onder 1 volt zijn ontladen, terwijl de andere batterijen nog meer dan 1,2 volt aangeven
Als per batterij meetdata in een lijngrafiek worden uitgezet, kan men zien welke batterijen in een redelijke lijn bij elkaar blijven en of een batterij al zeer diep is ontladen, zelfs tot onder nul volt. De cellen moeten regelmatig gemeten worden om problemen met het accupakket tijdig te onderkennen.
Het probleem dat bij druppelladen ontstaat, is dat in de praktijk de instellingen van een druppellader niet meer kloppen. Door veroudering van cellen in een pakket worden cellen niet meer volledig geladen, omdat er een slechtere cel de afslagcurve bepaalt. De andere cellen zijn dan nog niet geheel opgeladen. Raadzaam is het om een accupakket regelmatig op te laden met een normale doorlader.